# Crasna (Gorj)
Crasna is een Roemeense gemeente in het district Gorj.
Crasna telt 5276 inwoners.